# Gruppe Normal

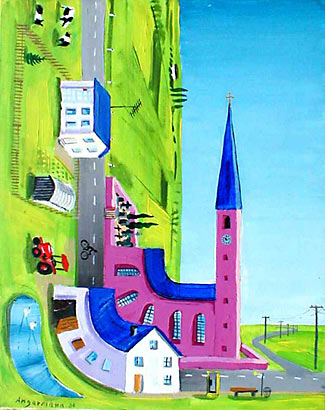
Peter Angermann: 90° Dorf (Krümmung des Raumes), 1984, Hessisches Landesmuseum Darmstadt

Normal ist eine 1979 gegründete Künstlergruppe.
Sie besteht aus den Künstlern Peter Angermann, Jan Knap und Milan Kunc. Kennengelernt hatten sie sich zu Beginn der 1970er Jahre als Studenten an der Düsseldorfer Kunstakademie bei Joseph Beuys und Gerhard Richter. Die Gruppe agierte bis 1984 im Freundeskreis um das Düsseldorfer Musiklabel Ata Tak.
Ihr erklärtes Ziel war es, dem vorherrschenden elitären „akademischen Avantgardismus“ eine möglichst unverrätselte und anschlussfähige Malerei entgegenzusetzen.

## Ausstellungen
(Auswahl)
- 1980 11. Pariser Biennale, Musee d’Art Moderne[1]
- 1980 Times Square Show, New York
- 1980 Apres le Classicisme, Musee d’Art et de l’Industrie, St. Etienne[2]
- 1981 Rundschau Deutschland, München
- 1981 „Gruppe Normal“, Neue Galerie / Sammlung Ludwig, Aachen[3]
- 1982 „Ecole Normale and friends“, Galerie Hartmut Beck, Erlangen[4]
- 1984 Von hier aus – Zwei Monate neue deutsche Kunst in Düsseldorf
- 1984 „Tiefe Blicke“, Hessisches Landesmuseums, Darmstadt[5]
- 2005 2. Prager Biennale[6]
- 2005 „Normal Group“, MACI Museo Arte Contemporanea Isernia, Italien[7]
- 2007 „Normal Group“, Trevi Flash Art Museum, Palazzo Lucarni, Italien[8]
- 2015 „Die 80er. Figurative Malerei in der BRD“ im Städel-Museum[9]
- 2016 „Die Neuen Wilden“, Groninger Museum[10]
- 2018 „Libres Figurations“ au FHEL de Landereau, Frankreich[11][12]